# Oskar & Josefine
Oskar & Josefine är en dansk film från 2005 regisserad av Carsten Myllerup efter ett manus av Bo Hr. Hansen, som är en uppföljare på den danska julkalendern Jesus och Josefine från 2003.

## Handling
När den unga Josefine följer med sin pojkvän Oskar till hans morföräldrar för att fira midsommar ute på landet väntar hon sig en vanlig festhögtid. Men i stället transporteras hon tillbaka i tiden till år 1622, och blir anklagad som häxa när hon kommer med mediciner och botar folk.

## Rollista i urval
- Pernille Kaae Høier – Josefine
- Mikkel Hesseldahl Konyher – Oskar
- Kjeld Nørgaard – Thorsen
- Adam Gilbert Jespersen – Peder Rold
- Andrea Vagn Jensen – Louise, Josefines mor och präst
- Nikolaj Steen – Jesper, Josefines far
- Sebastian Aagaard-Williams – Jesus
- Jonathan Werner Juel – Lukas
- Frits Helmuth – doktor Dinesen
- Jesper Langberg – prästen
- Jesper Asholt – Jens Rold – Peders far
- Anna Egeholm – Kirsten – Peders syster
- Margrethe Koytu – Gudrun – Oskars mormor
- Niels Borksand – Poul – Oskars morfar
- Pernille Klitgaard – Astrid Petersen
- Søren Sætter-Lassen – Mads skräddaren
- Birgitte Prins – Maren
- Peter Ravn – Marens man
- Steen Svare – Svend bödel
- Julie Grundtvig Wester – piga med hög feber
- Helle Charlotte Dolleris – Anna
- Helge Scheuer – Kunstode

## Produktion
Filmen spelades in i bland annat Karlebo, Dyrehaven och Lejre Station.